# Royal S. Copeland

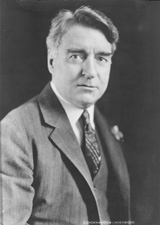
Royal S. Copeland

Royal Samuel Copeland (* 7. November 1868 in Dexter,  Washtenaw County,  Michigan; † 17. Juni 1938 in Washington, D.C.) war ein US-amerikanischer Politiker und Mediziner. Zwischen 1923 und 1938 vertrat er den Bundesstaat New York im US-Senat.

## Werdegang
Royal Copeland besuchte die öffentlichen Schulen seiner Heimat und die Michigan State Normal School in Ypsilanti. Nach einem anschließenden Medizinstudium an der University of Michigan in Ann Arbor und einigen medizinischen Studien im Ausland begann er als Arzt zu praktizieren. In den Jahren 1889 und 1890 war er Arzt am Universitätskrankenhaus von Michigan (University of Michigan Hospital). Zwischen 1890 und 1895 praktizierte er in der Stadt Bay City in Michigan. Danach war er von 1895 bis 1908 Professor für Medizin an der University of Michigan. Gleichzeitig begann er als Mitglied der Republikanischen Partei eine politische Laufbahn. Zwischen 1901 und 1903 war er Bürgermeister von Ann Arbor. Danach war er dort Mitglied einiger städtischen Ausschüsse. 
Im Jahr 1908 zog Copeland nach New York City. Dort war er zwischen 1908 und 1918 Dekan des New York Flower Hospitals und des Medical Colleges. Zwischen 1918 und 1923 war er als Commissioner of Public Health Gesundheitsminister des Staates New York, dabei leitete er auch den Gesundheitsausschuss seines Staates (New York Board of Health). Politisch hatte er inzwischen die Partei gewechselt und war nun Mitglied der Demokratischen Partei. Bei den Wahlen des Jahres 1922 wurde Royal Copeland als Kandidat seiner neuen Partei in den US-Senat gewählt, wo er am 4. März 1923 die Nachfolge von William M. Calder antrat, den er bei der Wahl geschlagen hatte. Nach zwei Wiederwahlen konnte er dieses Mandat bis zu seinem Tod am 17. Juni 1938 ausüben. Im Senat leitete er das nach ihm benannte  Copeland Committee, das sich um die Sicherheit im Luftverkehr kümmerte. Zwischen 1933 und 1936 leitete er auch das United States Senate Committee on Rules and Administration. Von 1935 bis 1938 leitete er den Handelsausschuss. Im Jahr 1933 wurde die mit dem 18. Zusatzartikel eingeführte Prohibition in den Vereinigten Staaten durch die Verabschiedung des 21. Zusatzartikels wieder aufgehoben. Während seiner Zeit im Kongress wurden dort die meisten  der New-Deal-Gesetze der Bundesregierung unter Präsident Franklin D. Roosevelt verabschiedet. Copeland stand diesen Gesetzen eher reserviert gegenüber. Im Jahr 1935 wurden erstmals die Bestimmungen des  20. Verfassungszusatz angewendet, wonach die Legislaturperiode des Kongresses jeweils am 3. Januar endet bzw. beginnt. Entsprechend wurde auch der Beginn der Amtszeiten des Präsidenten auf den 20. Januar vorgezogen.  Zuvor begannen die Legislaturperioden des Kongresses und die Amtszeit des Präsidenten jeweils am 4. März. Im Jahr 1937 strebte Copeland erfolglos die Nominierung für die Bürgermeisterwahlen in New York City an. 
Royal Copeland wurde auch als Autor mehrerer wissenschaftlich-medizinischer Abhandlungen bekannt.